# Tamara Radojević
Tamara Radojević (født d. 6. september 1992 i Beograd) er en serbisk håndboldspiller, der spiller for Kisvárdai KC og det Serbiens håndboldlandshold.